# Anne Szarewski
Anne Marie Szarewski (Londres, 1 de septiembre de 1959-West Hampstead, 24 de agosto de 2013) fue una médica británica que ayudó a mejorar la forma en que se analizan las muestras de detección del cuello uterino y participó en el desarrollo de la vacuna contra el virus del papiloma humano (VPH). Fue una activista sobre la importancia de las pruebas de frotis regulares entre las mujeres y trabajó incansablemente para obtener vacunas para niñas y niños.

## Primeros años
Nació en Londres en 1959, hija única de padres polacos mayores. Asistió a Streatham and Clapham High School for Girls antes de estudiar medicina en el Middlesex Hospital de Londres, donde se graduó en 1982.

## Carrera profesional
Comenzó su carrera como médica en el Whittington Hospital y el Royal Free Hospital. Luego pasó a la planificación familiar y la salud sexual y se unió al Centro Margaret Pyke en 1986. Se formó en colposcopia en el Royal Northern Hospital con Albert Singer. Fue aquí donde desarrolló su interés en la detección y el cribado del cáncer de cuello uterino.
Su carrera académica comenzó en 1992 en el Laboratorio de Matemáticas, Estadística y Epidemiología del Imperial Cancer Research Fund, uno de los precursores de Cancer Research UK y continuó después de 2002 en el Wolfson Institute of Preventive Medicine, Queen Mary University of London.
Se convirtió en editora del Journal of Family Planning and Reproductive Health Care en 2003.

## Investigación
Obtuvo su doctorado con la tesis El efecto de dejar de fumar sobre el tamaño de las lesiones cervicales y los parámetros de las células inmunitarias, en donde demostró que, en ausencia de tratamiento, los primeros signos de enfermedad cervical detectados por el cribado en fumadoras tenían muchas más probabilidades de desaparecer si las mujeres dejaban de fumar. Mientras completó su doctorado, también trabajó en las pruebas de VPH para el cáncer de cuello uterino con Jack Cuzick. 
Fue la directora clínica del estudio que demostró que las pruebas para detectar la presencia de ADN del VPH en las células tomadas durante el cribado del cuello uterino permitían detectar casos de precáncer que no fueron detectados por la prueba de rutina.
A este trabajo le siguió un ensayo más amplio que probaba el cribado del VPH: el estudio HART (HPV in Addition to Routine Testing). Publicado en 2003, la evidencia influyó en la decisión del Centro Internacional de Investigaciones sobre el Cáncer (IARC, las siglas en inglés) de recomendar el uso de las pruebas del VPH en el cribado primario del cuello uterino en 2004.
También fue investigadora jefa, investigadora principal y autora de ensayos clave de vacunas contra el virus del papiloma humano, ayudando a desarrollar la vacuna contra el VPH bivalente, Cervarix.

## Obras
Escribió varios libros especializados:
- 1988: Cervical Smear Test
- 1989: The Breast Book
- 1991: Hormonal Contraception
- 1994: Contraception
- 1995: A woman’s guide to the cervical smear test
- 1996: The cervical smear test
- 1998: Contraception
- 2003: Contraceptive dilemmas
- 2004: Contraception
- 2006: Contraceptive dilemmas

## Vida personal
Se casó con el periodista sudafricano Lester Venter cuando tenía cuarenta años. Le encantaba la lectura, el teatro, la música clásica y las exposiciones de arte.
Según un homenaje en The BMJ, Szarewski fue una "amante de las artes". La música clásica fue su primer amor, con Richard Wagner su compositor favorito, pero también disfrutaba de David Bowie, un colega dijo que había visitado la exposición de David Bowie en el Museo Victoria y Alberto dos veces porque le gustaba mucho.

## Fallecimiento
Murió inesperadamente mientras dormía el 24 de agosto de 2013 en su casa de West Hempstead. Posteriormente, una investigación descubrió que había muerto de pancreatitis hemorrágica aguda.